# Skydeskivemodellen
Skydeskivemodellen er en model, der anvendes til at identificere en virksomheds konkurrenter. Derudover bruges den også til at finde ud af, hvor mange konkurrenter der er på markedet, som konkurrerer med virksomhedens produkter.
Selve modellen er formet som en cirkel, der er inddelt i fire mindre cirkler. Jo længere væk man bevæger sig fra cirklens indre, des bredere bliver konkurrencen. De fire cirkler kan beskrives således:
- Samme produkt til samme målgruppe: her finder man alle de virksomheder, der udbyder samme produkt, til samme målgruppe og til samme pris.
- Samme produktkategori: her finder man alle de virksomheder, der udbyder produkter inden for samme produktkategori.
- Samme basale behov dækkes: her finder man alle de virksomheder, der udbyder produkter, som dækker det samme basale behov (tager udgangspunkt i Maslows behovspyramide)
- Alle produkter: her finder man stort set alle virksomheder, der udbyder et hvilket som helst produkt til samme pris.